# 日本サイエンスサービス

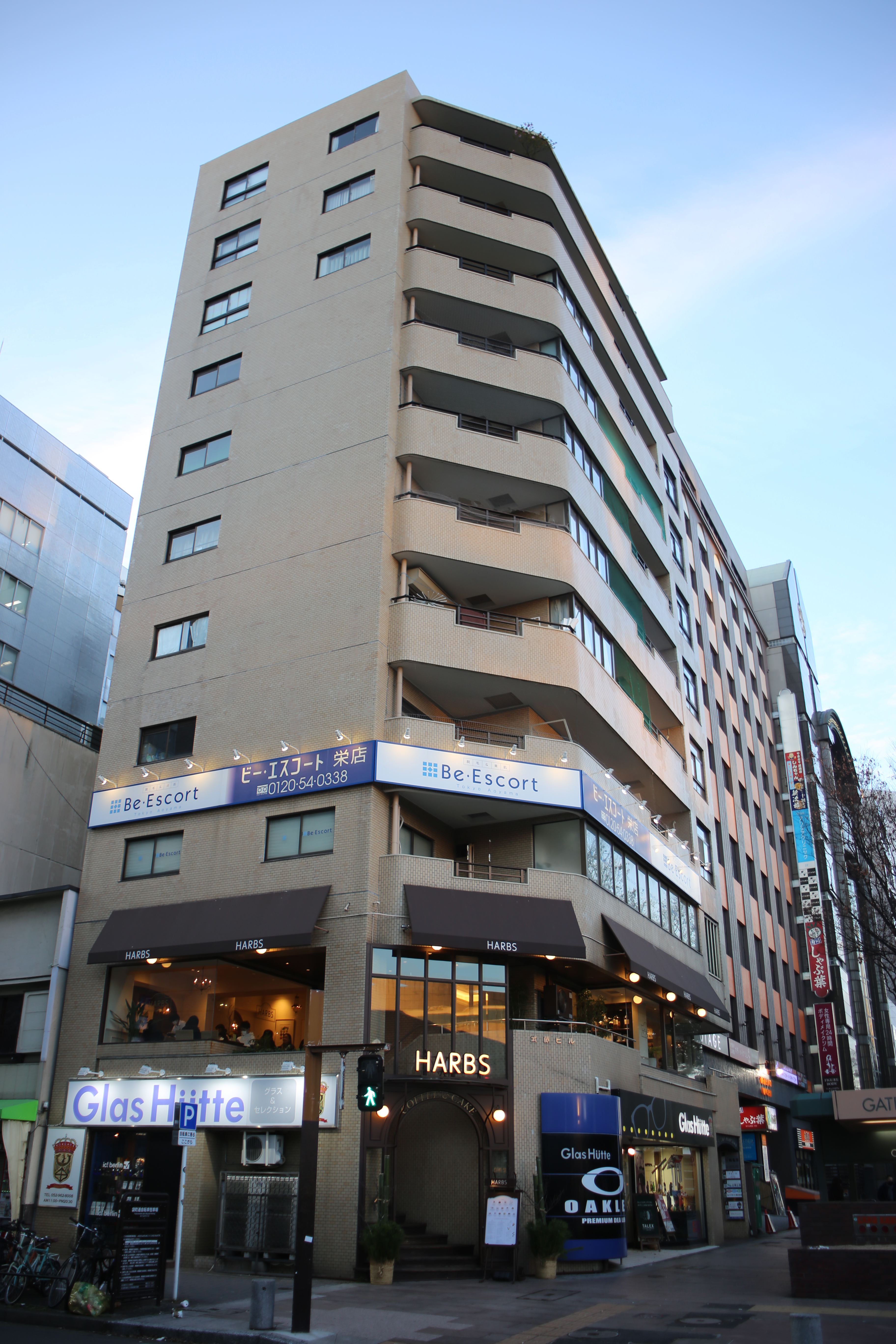
事務局の所在するビル（愛知県名古屋市中区、2022年（令和4年）1月）

日本サイエンスサービス（にっぽんサイエンスサービス）は、科学自由研究の振興を目的とした活動を行う特定非営利活動法人である。

## 概要
略称「NSS」。事務局は愛知県名古屋市中区錦三丁目に置いているが、活動の中心は茨城県つくば市である。
国際学生科学技術フェア（ISEF）、日本学生科学賞、ジャパン・サイエンス&エンジニアリング・チャレンジ、自然科学観察コンクールなど、科学自由研究コンテスト参加経験者が主体で、科学自由研究に特化していることが特徴。スタッフ自身の経験から科学自由研究の楽しさを後輩や世間一般に広めていく活動している。活動の中心は大学生・大学院生であり、研究者・教育関係者などが運営を担う。毎年夏休みに児童・生徒の科学自由研究の相談にのる「科学自由研究フェスタ」を開催している。2003年（平成15年）に国際学生科学技術フェ（ISEF）参加経験者が設立。2004年（平成16年）3月に内閣府より認証。2007年に小柴昌俊科学教育賞奨励賞。